# Nivel del mar

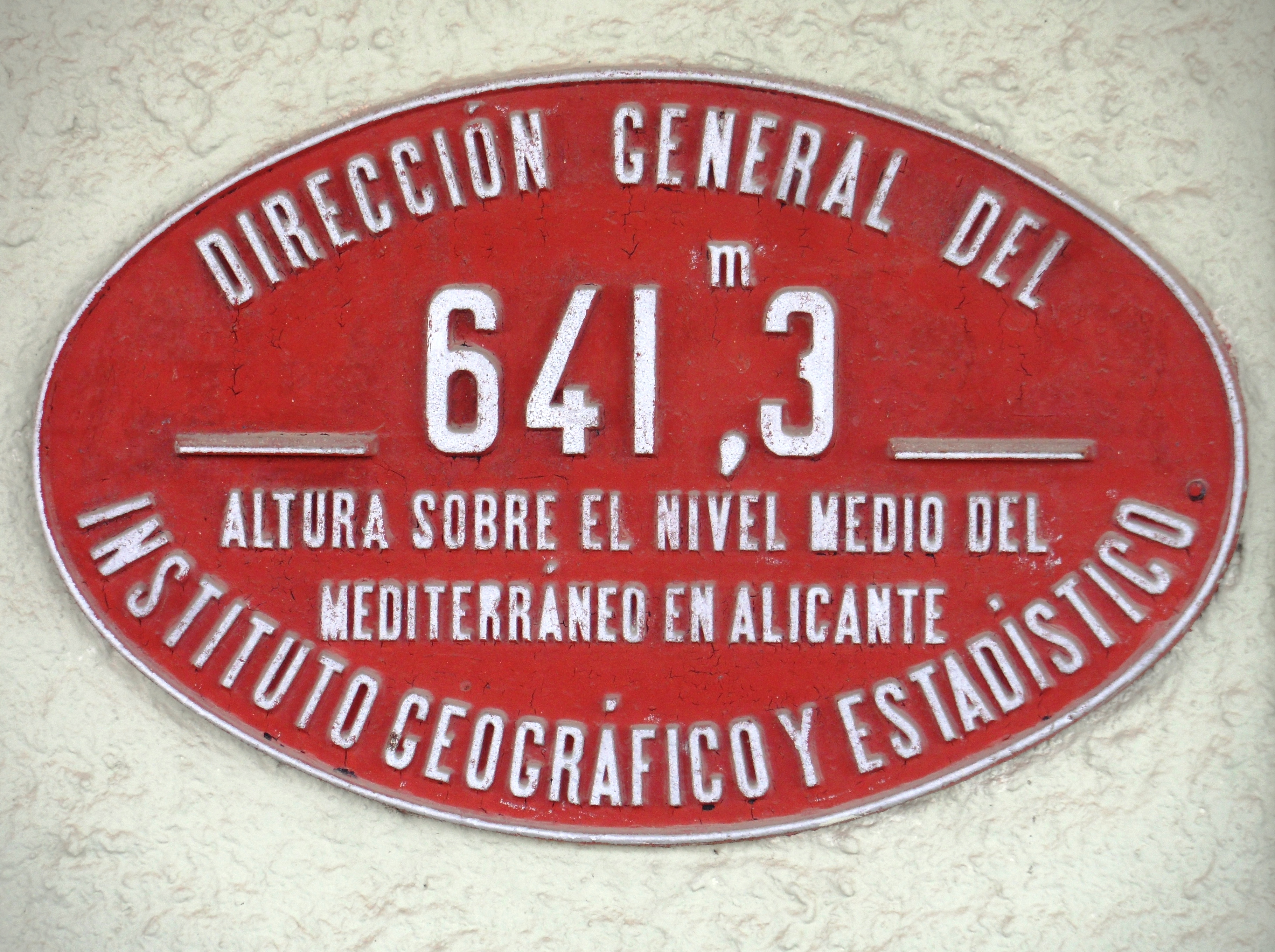
Placa de altura sobre el nivel del mar de la estación de la Encina (Villena), España

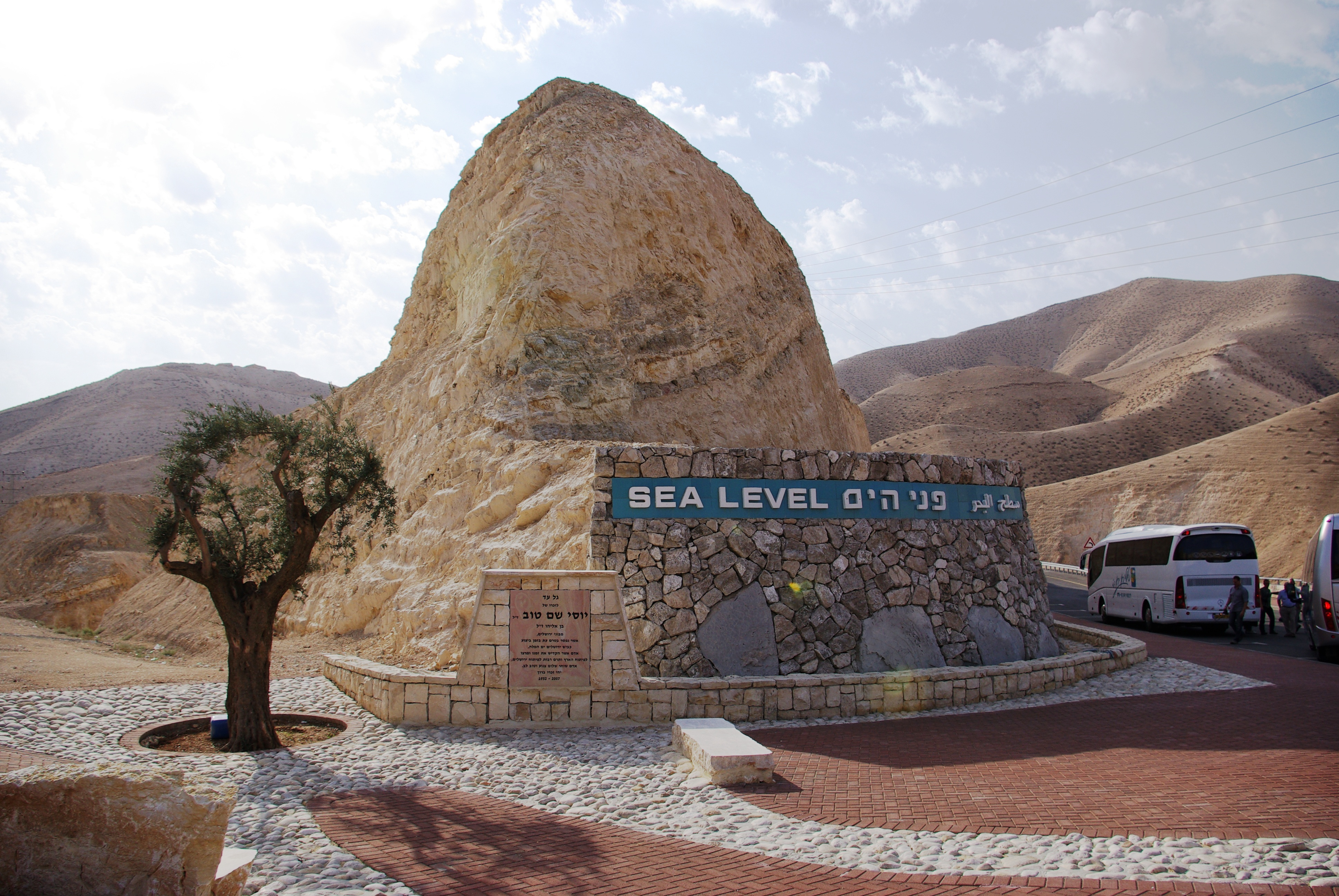
Indicador del nivel del mar en Palestina, en la ruta a la depresión del mar Muerto

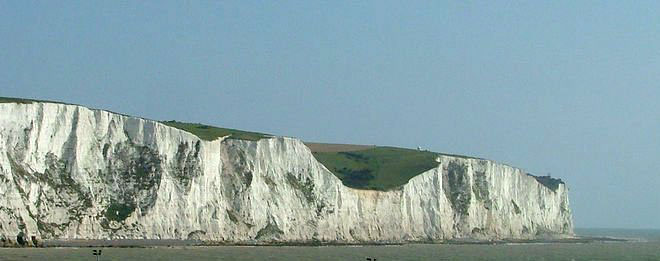
Los acantilados blancos de Dover, labrados en creta, en el sureste de Gran Bretaña, una típica región donde predominan las costas de emersión debido a los movimientos eustáticos al liberarse la isla del enorme peso del glaciar que la cubría. Por otra parte, el derretimiento del gran glaciar de la Europa Occidental contribuyó, junto con los hielos de América del Norte (Canadá y los Estados Unidos) al aumento del nivel del mar a fines del Pleistoceno, que volvió a aislar a Gran Bretaña de la Europa Continental.

Se denomina nivel del mar al que sirve como referencia para ubicar la altitud de las localidades y accidentes geográficos, excepto los accidentes submarinos, que se miden por su profundidad.
La unidad en que suele medirse la altura sobre el nivel del mar es el metro. Se habla, pues, de metros sobre el nivel del mar, abreviado m s. n. m. (forma establecida por las Academias de la Lengua).

## Medición oficial
Dado que el nivel del mar no es constante debido a las mareas, ni tampoco es igual en distintos lugares de la Tierra, en cada país se toma un nivel predeterminado en un lugar concreto y para una determinada época.
Cualquier altitud que se quiera calcular en dicho país se hará en comparación con respecto a ese nivel predeterminado. Estas altitudes se denominan ortométricas.

## El nivel del mar a escala global
No existe un valor uniforme del nivel del mar en lo que se refiere, tanto a las variaciones espaciales como a las fluctuaciones temporales, tanto a corto como a largo plazo. A continuación se señalan varios ejemplos:
- Costas de emersión. Además de las costas levantadas por los movimientos eustáticos, como se ha indicado en el ejemplo de las costas meridionales se pueden señalar las costas de origen volcánico reciente donde las erupciones de lava líquida (erupciones de tipo hawaiano) llegan al mar, añadiendo, al solidificarse, una superficie que se añade al continente o, con mayor frecuencia, a una isla volcánica. Es el caso actual de la isla de Hawái, con la erupción del volcán Kilauea. Sin embargo, en el propio archipiélago de Hawái, hay costas de emersión, como ya se ha dicho, y costas de sumersión en casi todas las demás islas. Es la situación de lo que se conoce en Geología como puntos calientes. Dichos puntos calientes presentan gran actividad durante un tiempo pero se desplazan en una dirección determinada, surgiendo una nueva isla en la misma localización del punto caliente donde había actividad volcánica antes de desplazarse en la misma alineación que tiene el archipiélago. Y otro ejemplo de costas de emersión se produce en las costas sobre un borde continental que avanza hacia el océano como sucede en la costa californiana (al oeste de la falla de San Andrés) y en otras partes.
- Costas de sumersión. Son costas donde existe un movimiento de subsidencia o hundimiento, bien sea por la inactividad en las zonas volcánicas o por movimientos tectónicos. La situación crítica de los atolones de los océanos Índico, Pacífico, y en algunos casos, del mar Caribe, en que el nivel del mar está aumentando porque dichos atolones se están hundiendo. Y otras costas y zonas de sumersión están motivadas por causas humanas: se trata de las zonas petrolíferas costeras en las que la extracción de petróleo durante muchas décadas ha contribuido a hundir el nivel de las tierras formando zonas inundadas y contribuyendo, en algunos casos, al aumento del nivel del mar (Costa meridional de los Estados Unidos en el Golfo de México, por ejemplo).

## En España

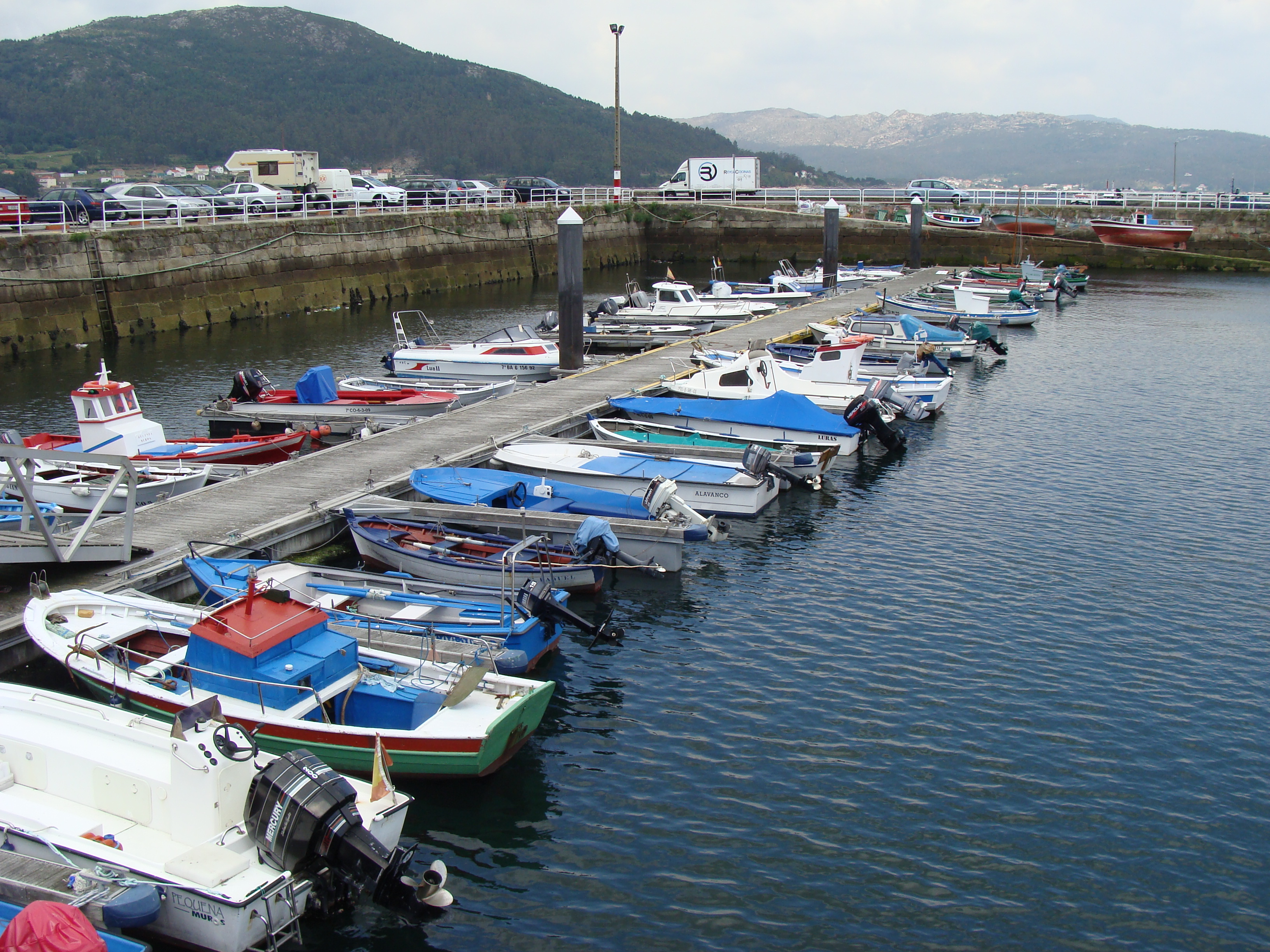
Vista del puerto de Muros, provincia de La Coruña, en marea baja, como puede verse en el nivel bajo del agua que se muestra en las guías de los muelles flotantes y en el propio muro rompeolas

En la España peninsular, por ejemplo, para las referencias altimétricas se toma como origen el nivel medio del mar en Alicante, mientras que para las batimétricas el origen es la bajamar escorada (mínimo teórico del nivel del mar) del mismo lugar.
Teniendo en cuenta este origen en el mareógrafo se ha calculado de forma muy precisa la cota de los puntos que forman la red de nivelación. El primer punto (NP1) de la red española se encuentra en el primer escalón de la escalinata de acceso al Ayuntamiento de dicha ciudad y en el cálculo de 2008 se obtuvo que la cota de ese punto es 3,4095 m.
La ubicación citada viene a ser una especie de promedio de las alturas respectivas del territorio peninsular español, ya que, como es lógico, los puntos ubicados al sur del paralelo de Alicante tendrán una mayor altura relativa (es decir, una mayor distancia al centro de la Tierra) mientras que los ubicados al norte de dicho paralelo tendrán menor altura relativa al encontrarse a menor distancia del centro de la Tierra (recordemos que el abombamiento ecuatorial y/o achatamiento polar constituyen un fenómeno que hay que tener en cuenta incluso en los casos en que parece ser irrelevante).[cita requerida]
Lo que se indica con respecto al territorio de la península ibérica es válido también a escala planetaria, como han demostrado los datos recopilados por el satélite GOCE (Gravity field and steady-state Ocean Circulation Explorer) de la ESA (European Space Administration), al referirse a la altura relativa de las costas atlánticas de América del Norte donde se aclara que esa altura relativa (con relación al centro de la Tierra) va disminuyendo gradualmente desde la Florida hasta el Canadá y más al norte:

GOCE’s precision data have also resolved an age-old debate, showing that the height of the sea decreases along the Atlantic coast from Florida to Canada.
La precisión de los datos obtenidos con el satélite GOCE también ha solucionado un antiguo debate, mostrando que el nivel del mar decrece a lo largo de la costa atlántica desde Florida a Canadá.
().

Lo que se ha dicho con respecto al abombamiento ecuatorial de la Tierra afecta considerablemente la medición de las alturas relativas medidas con relación al nivel del mar porque también este nivel del mar varía considerablemente según la latitud, inclusive en un grado mayor que el que podemos medir en la parte terrestre de las costas: imaginemos que las costas en las zonas polares se encuentran unos 19 km más próximas al centro de la Tierra que en la zona ecuatorial. Pues bien, el nivel superficial del mar en las zonas polares estará más cerca de esos 19 km mientras que en la zona ecuatorial se encontrará mucho más arriba que esos 19 km. Ello se debe a la menor densidad de las aguas marinas con respecto a la parte sólida de la Tierra. Arthur Newell Strahler se refiere a esta idea al comparar el geoide con el esferoide de revolución en el capítulo de su obra Geografía física que trata de la forma de la Tierra y las coordenadas geográficas.

## El radio terrestre
La medición del radio terrestre sería la mejor forma de medir la forma de la Tierra pero esta medida varía considerablemente según la latitud debido al achatamiento polar: mientras que la distancia del radio polar es de 6357 kilómetros, el radio ecuatorial es de 6378 km. Y diversas formas de medir a la Tierra como una esfera dan un radio medio de 6371 km, medida que es tan solo un promedio estadístico y que no tiene una existencia real, salvo en muy contados puntos o lugares de la superficie terrestre.

## Equivalencias
En el sistema anglosajón, la unidad equivalente es AMSL siglas de above mean sea level, que en español quiere decir «por encima del nivel promedio del mar». En los Países Bajos se usa el Normaal Amsterdams Peil (igualmente conocido por su abreviatura NAP, en español ‘Nivel normal de Ámsterdam’) es el nivel de referencia 0 del mar a marea baja medido en Ámsterdam. En Alemania el sistema equivalente es el Normalnull.

## Variaciones del nivel del mar

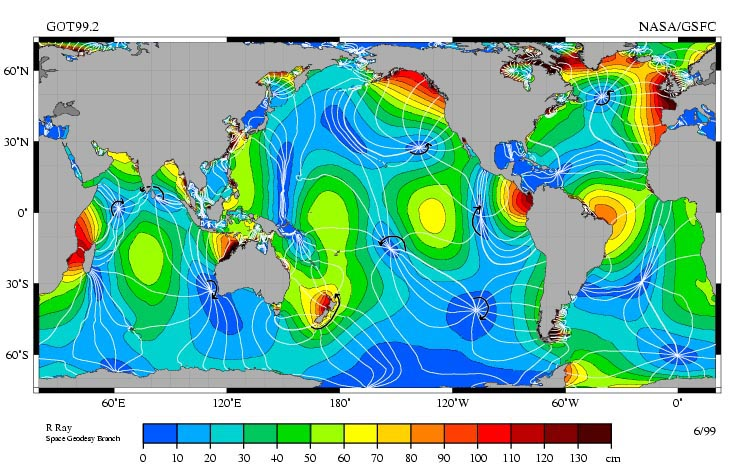
Líneas cotidales. El color indica la mayor o menor altura del nivel del mar y su movimiento giratorio en torno a puntos centrales de los océanos de color azul o puntos anfidrómicos, donde el nivel de las aguas varía muy poco durante las mareas, lo cual se debe siempre a una compensación entre la pleamar de un lado y la bajamar del otro (y donde convergen las líneas de las mareas indicadas en color blanco). El sentido de rotación se indica en color negro, antihorario en el hemisferio norte y horario en el hemisferio sur.

### Temporales
Las mareas dan origen a las modificaciones temporales de tipo cíclico más importantes del nivel de las aguas oceánicas. La atracción del Sol y, especialmente, de la Luna, dan origen a un ascenso y descenso del nivel del mar que corresponde al paso de estos astros (solos o combinados) por un lugar de la superficie terrestre. El ascenso se denomina pleamar o flujo y el descenso bajamar o reflujo.
Como las mareas pueden llegar a ocasionar una diferencia de nivel considerable (unos 16 metros en la bahía de Fundy, en Canadá, por ejemplo), es necesario considerar el nivel del mar en un punto de referencia (para países extensos). Se obtiene así el promedio del nivel del mar que sirve de referencia para las altitudes terrestres en cada país.

### Espaciales
Estas variaciones tienen que ver con el movimiento de rotación terrestre y la fuerza centrífuga originada por dicho movimiento que da origen, a su vez, a la curvatura de las aguas oceánicas, es decir, al abombamiento de los océanos en el ecuador y a su achatamiento en los polos, entre otras manifestaciones diferenciales del nivel del mar.
Así, el nivel del mar en la zona ecuatorial es considerablemente mayor que en las zonas templadas y, sobre todo, en las árticas o antárticas. Ello da como resultado, también, que las mareas sean bastante más débiles en la zona ecuatorial, mientras que las más intensas se produzcan en las latitudes medias de las zonas templadas, especialmente en el hemisferio norte, e incluso en las latitudes próximas al círculo polar ártico como puede observarse en las islas Lofoten con el fenómeno conocido como maelstrom y el sentido giratorio de las mareas en el mar de Noruega que se explica más abajo.
También existen variaciones producidas por las corrientes de marea y la dirección obligatoria de las corrientes marinas en el caso de los mares más extensos debido al movimiento de rotación terrestre:

#### Corrientes de marea
Norwegian Sea’s ups and downs (20 November 2012)
An anticlockwise rotation of sea-surface height patterns has been observed near Norway’s west coast. Archived data from radar altimeters on the ERS-1, ERS-2 and Envisat satellites show the wave-like motion around the centre of the Lofoten Basin.
The Lofoten Basin is a topographic depression about 3500 m deep in the Norwegian Sea and plays an important role in sustaining global ocean circulation. It is a transit area for the warm and saline Atlantic Water on its way to the Arctic Ocean. Here, the inflowing Atlantic Water loses its heat to the atmosphere and mixes with surrounding water. This causes the water to become dense and sink, forming ‘deep water’ in adjacent regions - another important step in ocean circulation.
Una circulación antihoraria giratoria de los patrones de la altura del nivel de las aguas marinas se ha observado cerca de la costa oeste de Noruega. La información archivada de los datos obtenidos con los satélites ERS-1, ERS-2 y ENVISAT muestran un movimiento similar a un oleaje en torno a la cuenca (oceánica) de las islas Lofoten.

La cuenca de las islas Lofoten constituye una depresión topográfica alrededor de 3500 m de profundidad en el mar de Noruega y juega un importante papel en el sostenimiento de la circulación oceánica global. Se trata de un área de tránsito para las aguas cálidas y saladas del océano Atlántico en su ruta hacia el océano Ártico. Aquí, el flujo de agua entrante del Atlántico pierde su calor al transmitirlo a la atmósfera y se mezcla con las aguas circundantes. Esto causa que el agua oceánica se vuelva más densa y se hunda, formando aguas profundas en las regiones adyacentes —otro importante paso de la circulación oceánica—.

Nota en la que se discute la cita anterior
1. En el artículo se incluye un diagrama animado en el que se ve cómo rodean sucesivamente las aguas altas del pleamar (en rojo) y las aguas bajas del bajamar (azules) a un punto anfidrómico ubicado en el centro aproximado del mar de Noruega. La mayor intensidad del color indica la mayor altura de las mareas. Este diagrama corresponde al punto anfidrómico superior derecha visible en el mapa de las líneas cotidales a escala global y que está localizado al noroeste de Gran Bretaña y cerca de Islandia (puede verse nítidamente en el mismo mapa a mayor escala).
2. Con referencia al papel de la cuenca de las islas Lofoten en la circulación oceánica en el Atlántico Norte hay que señalar dos aspectos conflictivos: el que se refiere a que juega un importante papel en el sostenimiento de la circulación oceánica global y el que señala que el agua entrante del Atlántico pierde su calor al transmitirlo a la atmósfera y se mezcla con el agua circundante. Esto causa que el agua oceánica se vuelva más densa y se hunda, formando aguas profundas en las regiones adyacentes - otro importante paso de la circulación oceánica. Al respecto hay que señalar que por el mar de Noruega pasa la corriente del Golfo pero su impacto en la circulación oceánica global es limitado, aunque el que tiene en el clima a escala regional de Noruega y de los demás países escandinavos sea muy poderoso. Y el que el calor de las aguas de la corriente del Golfo se libere en la atmósfera y se mezclen con las aguas circundantes no significa que se hundan, aspecto que constituye un error considerable en un artículo procedente de una institución prestigiosa como es la ESA (European Space Agency): las aguas más pesadas son las que tienen 4 °C de temperatura y las que hay en la superficie del Ártico tienen, necesariamente, una temperatura mayor o menor (por eso están en la superficie). En el invierno boreal, el aire superficial sobre el mar de Noruega tiene una temperatura muy inferior a los 0 °C, aunque dicho mar se encuentre libre de hielos. Supongamos entonces que el agua del Atlántico viene a más de 4 °C y el aire muy frío le hace bajar dicha temperatura a unos 3 °C: seguiría estando en la superficie.

#### Corrientes marinas
Las corrientes oceánicas constituyen movimientos superficiales de las aguas del océano o de los mares más importantes y se deben fundamentalmente al movimiento de rotación terrestre y, en menor grado, a la configuración de las costas que puede desviar, acelerar o retrasar ese movimiento.
La circulación general de las aguas oceánicas es relativamente sencilla:
- Una corriente ecuatorial de grandes dimensiones que cabalga sobre la línea ecuatorial en sentido este-oeste, contrario a la rotación terrestre, y que está interrumpida por África y América.
- Varias corrientes que sirven de compensación a la corriente ecuatorial y que se dirigen desde las latitudes subtropicales de América y Asia hacia el este que, por lo tanto, se dirigen de oeste a este por ejemplo, la corriente del Golfo en el Atlántico Norte, la corriente de Kuro Shivo en el Pacífico Norte y la corriente Circumpolar Antártica, que no tiene su contrapartida en el Hemisferio Norte por la interrupción de las tierras continentales de América del Norte y Eurasia.

Las corrientes marinas propiamente dichas se desarrollan en los mares más extensos, bien sean abiertos (como el Caribe o el mar del Norte) o semicerrados como el Mediterráneo, Adriático, mar Negro y otros. Todos estos mares tienen, como es natural, un movimiento circular, en sentido horario en las latitudes correspondientes a la zona intertropical (como sucede en el mar Caribe) y antihorario en las zonas templadas y frías del hemisferio Norte (como sucede con el mar Mediterráneo o el Báltico). Dicho movimiento giratorio también está originado por el movimiento de rotación terrestre. Esta idea resulta difícil de aplicar al hemisferio Sur, ya que allí no existen mares cerrados, lagos extensos y los océanos están mucho más abiertos. Sin embargo, hay que tener en cuenta que también en el caso de las costas en el hemisferio sur, las corrientes litorales tienen, como resulta fácil de entender, una dirección en sentido horario que obliga a los puertos marítimos a construir su acceso por la parte derecha (mirando el puerto desde mar abierto), es decir, al contrario que sucede en el hemisferio Norte. Sin embargo, el efecto de este tipo de corrientes sobre el nivel medio del mar es insignificante porque, aunque es más consistente que el aumento del nivel del mar por efecto de las mareas, es muy poco importante en cuanto a su altura.

### Relacionadas con el calentamiento global
Resulta prácticamente imposible establecer un ascenso o descenso del nivel del mar a escala global. La razón es muy sencilla: las costas no presentan una altura uniforme sobre el nivel del mar, ya que existen costas de emersión donde las tierras se encuentran a mayor altura sobre el mar a medida que pasa el tiempo y costas de sumersión en las tierras que se hunden progresivamente en el mar. A menudo las costas de emersión y las de sumersión se encuentran a muy poca distancia entre sí, sobre todo a lo largo de fallas paralelas a la línea de la costa. Es por ello que algunas investigaciones hablan de un ascenso del nivel del mar a escala global y/o regional, debido al calentamiento de los océanos, al cambio en los patrones de las corrientes marinas y al derretimiento de los grandes glaciares como se puede ver en la bibliografía incluida en el artículo sobre la subida del nivel del mar, muy especialmente un artículo del IPCC (). Sin embargo, los modelos están en desacuerdo en cuanto a la distribución probable de los cambios del nivel del mar y sus conclusiones resultan muy discutibles e incluso equivocadas desde el punto de vista científico:
- El calentamiento de las aguas oceánicas por encima de los 4 °C se traduce automáticamente en un aumento de volumen disminuyendo, obviamente, su densidad. Pero no hay que olvidar que el descenso de la temperatura del agua por debajo de los 4 °C también da origen a un aumento de volumen disminuyendo su densidad. Por ello existe el hielo oceánico o banquisa, que se forma cuando la temperatura del agua alcanza casi 1,8 °C bajo cero. Pero el paso del agua oceánica a la atmósfera siempre se compensa a corto, mediano o largo plazo, con la condensación y precipitación de esas aguas atmosféricas como nos lo enseña el continuo ciclo hidrológico del agua en la naturaleza. Así pues, ni el calentamiento ni el enfriamiento de las aguas oceánicas, ni el calentamiento y enfriamiento de la atmósfera son procesos irreversibles o permanentes a largo plazo ya que, si fuera de otra manera, no existiría ese ciclo del agua en la naturaleza. La absorción de calor por las aguas oceánicas, el hielo de los glaciares y la atmósfera son, evidentemente, procesos cíclicos que obedecen a los movimientos planetarios de nuestro planeta (rotación y traslación, principalmente) y, en consecuencia, a la desigual distribución de la insolación o radiación solar sobre la superficie terrestre, tanto en función de la latitud como de la mayor o menor nubosidad atmosférica en el lugar.[11]

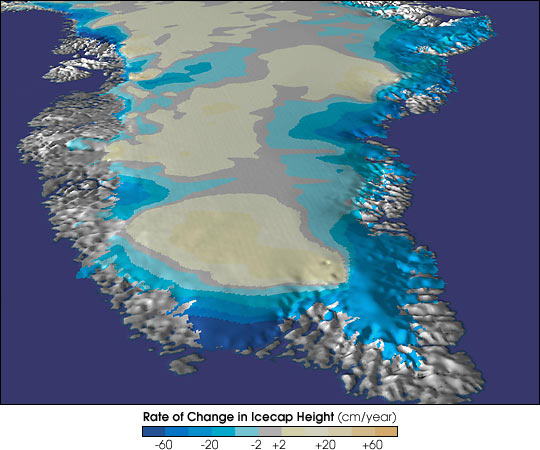
Cambios en la capa de hielo de Groenlandia. En el mapa elaborado por la NASA puede verse el ascenso del nivel del hielo en la parte central de la isla y el descenso en la periferia.

- Algo parecido se puede ver en el proceso cíclico de avance y retroceso de los grandes glaciares: a un hundimiento de estos glaciares en el centro sucede una expansión hacia la periferia, con lo que el volumen de hielo va disminuyendo en esa periferia. Pero el descenso en la parte central (Groenlandia y la Antártida) da pie a una nueva acumulación de hielo (por escarcha más que por nieve) que irá haciendo aumentar el espesor del hielo hasta que alcance una especie de techo a partir del cual, la humedad es demasiado escasa como para que se produzca dicha escarcha. Así, el nivel superior de los glaciares de Groenlandia y de la Antártida permanece estable a largo plazo en algo más de los 3000 m s. n. m., aunque presenta ciclos sucesivos de aumento o descenso del nivel máximo que coinciden con ciclos inversos de descenso y aumento de ese nivel en la periferia de dichos glaciares.

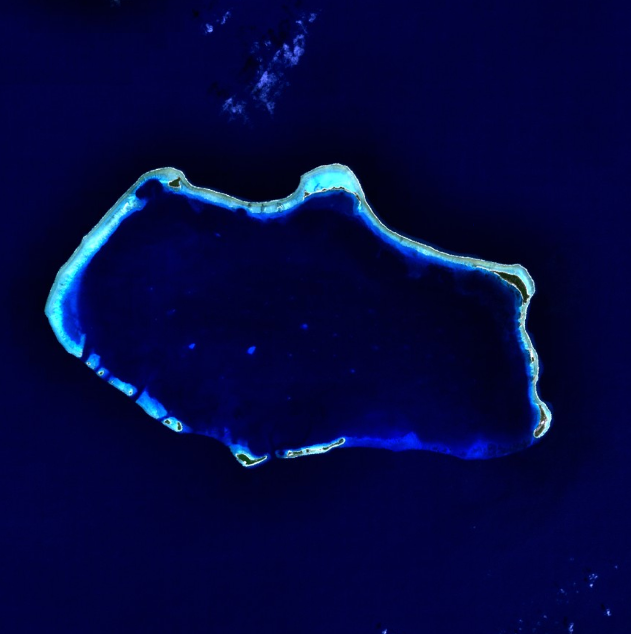
El atolón Bikini, en el océano Pacífico, claro ejemplo de isla coralina que se va hundiendo por el lento colapso del edificio volcánico donde el arrecife coralino se había desarrollado. Un caso típico de costas de sumersión.

- En muchas islas o archipiélagos del Índico, Pacífico y del Atlántico el nivel del mar está aumentando considerablemente hasta el punto de que llegarán a desaparecer en un futuro más bien cercano. Pero ello no se debe al aumento del nivel del océano a escala global, sino al hecho de que se trata de atolones que se hunden en el océano al ir colapsando poco a poco el antiguo edificio de origen volcánico sobre el cual se fueron construyendo las islas coralinas actuales. La historia geológica del archipiélago de Hawái demuestra esta idea palpablemente, ya que la isla de Hawái, ubicada al sureste, es la más grande, la más nueva (todavía se está elevando por la continua actividad volcánica), mientras que a medida que viajamos hacia el noroeste nos encontraremos islas del archipiélago cada vez más viejas, más pequeñas, con una actividad volcánica cada vez menor que termina por desaparecer y con algunas completamente hundidas en el océano Pacífico formando relieves sumergidos, más antiguos y hundidos cuando más alejados se encuentren del punto caliente donde ahora se encuentra la isla grande de Hawái.
- En algunos casos en los que se trata de islas no coralinas también se viene notando un hundimiento, como es el caso de las islas donde se encuentra la ciudad de Venecia, en el mar Adriático: la planta baja de algunas casas que se construyeron en la Baja Edad Media se encuentran ahora varios pisos por debajo del nivel del mar, lo que ha motivado a que se haya seguido construyendo sobre los escombros de las mismas. Pero, como todo el mundo sabe, no es que el mar Adriático (y por ende el nivel de los océanos y mares de todo el planeta) haya subido sino que el suelo veneciano se ha ido hundiendo al encontrarse sobre una isla arenosa formada por los sedimentos fluviales procedentes de la cuenca del río Po y de los Alpes, especialmente.